# Flyghangaren vid Vårbyfjärden

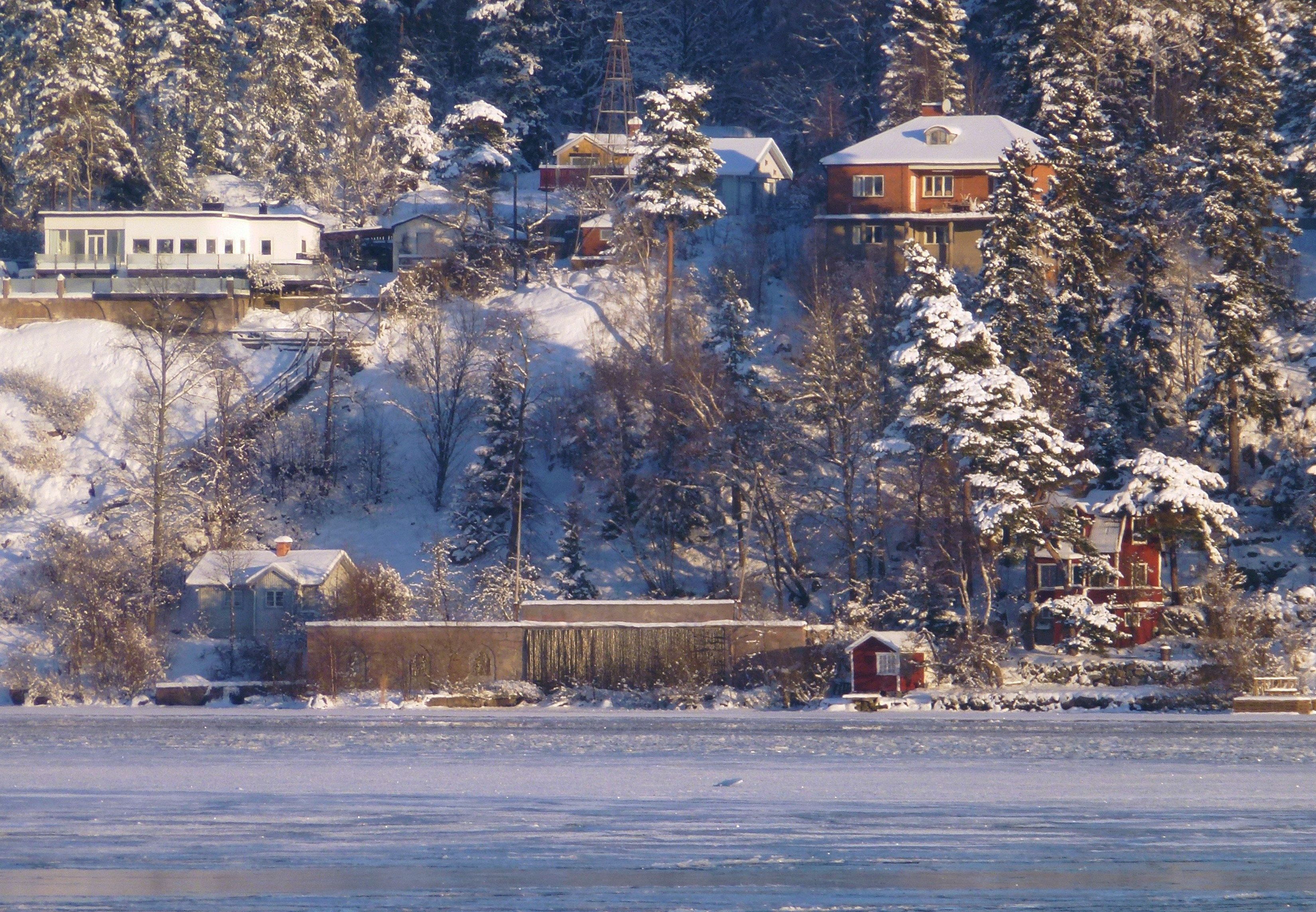
Flyghangaren vid Vårbyfjärden och bebyggelsen ovanför, januari 2013.

Flyghangaren vid Vårbyfjärden var en privat hangar för sjöflygplan belägen vid Vårbyfjärden i kommundelen Vårby, Huddinge kommun. Hangaren byggdes 1935 och flygverksamheten lades ner på 1970-talet.
Ägaren till hangaren var flygentusiasten Johan Ernst Johansson. Han hade flygcertifikat och förvärvade 1926 en strandtomt vid Vårbackavägen i Vårby. Där lät han bygga en villa i tre plan och nere vid Mälaren en hangar för sjöflygplan. Villans övre våning var privatbostad och nedervåningarna blev verkstad. Intill villan ställde han ett litet vindkraftverk som bestod av en fackverksmast med propeller och vindflöjel i form av ett flygplans stjärtfena. 
Hangaren var delvis nergrävd i marken och uppfördes i armerad betong med kvadermönster på väggarna. Mot sjösidan fanns några spetsbågiga fönster. Taket bestod av välvd korrugerad plåt. Från sjösidan, där det fanns en mindre kaj och pir, kunde man via en stor portöppning ta in ett sjöflygplan i byggnaden. Arkitekt för anläggningen var Karl Nilsson och 1935 godkändes projektet av Huddinge kommun. Därefter reste Johansson till USA och köpte där ett sjöflygplan, en Fairchild 24, tillverkat 1935. Planet skickades med fartyg till England och därifrån flög Johansson själv sitt plan till Vårby. I Sverige registrerades flygplanet som SE-AIR. 
Under andra världskriget  rekvirerades Johanssons flygplan av flygvapnet och fick beteckningen Tp 6912. Det såldes efter kriget till Norrland, där det havererade 1950 och skrotades 1951. På 1950-talet upplät Johansson sin hangar som bas för en sjöflygskola där Gunnar Degramo var flyglärare (senare flyglärare i Täby Sjöflygklubb). Efter Johanssons död 1975 upphörde verksamheten. Kvar finns idag Johanssons villa, en numera fallfärdig sjöflygshangar och en tom mast efter vindkraftverket.

## Bilder

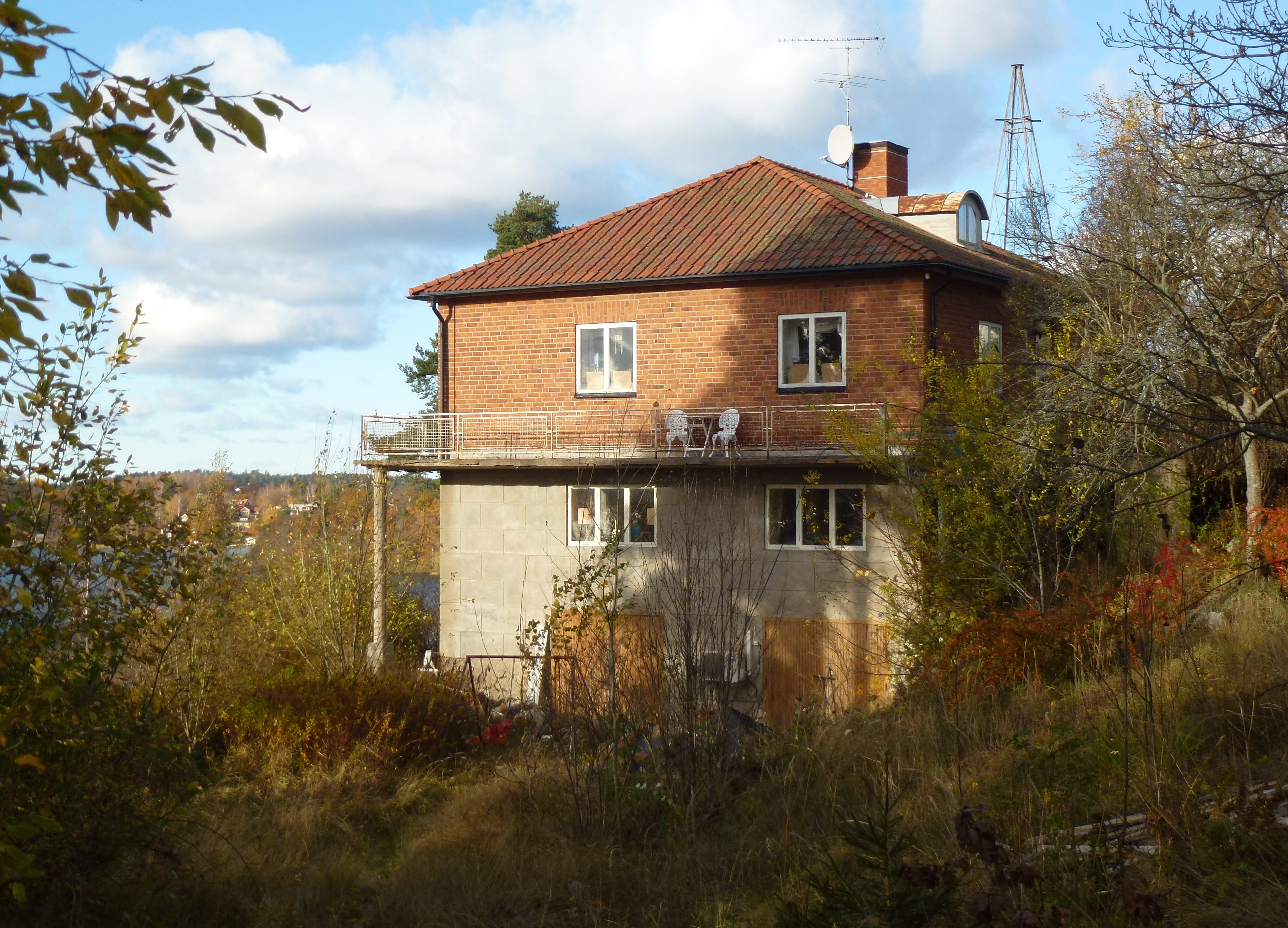
Villan
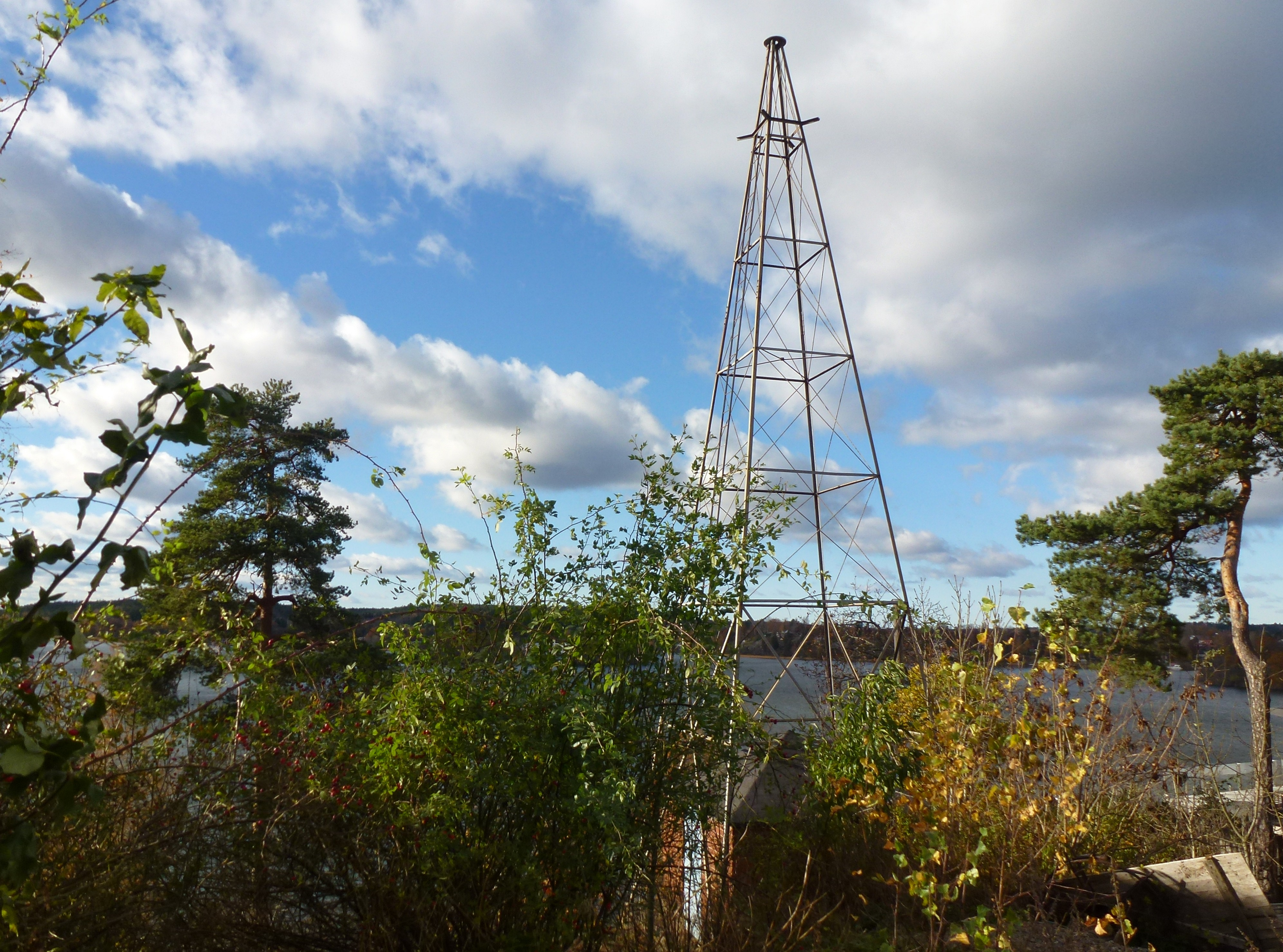
Masten för vindkraftverket
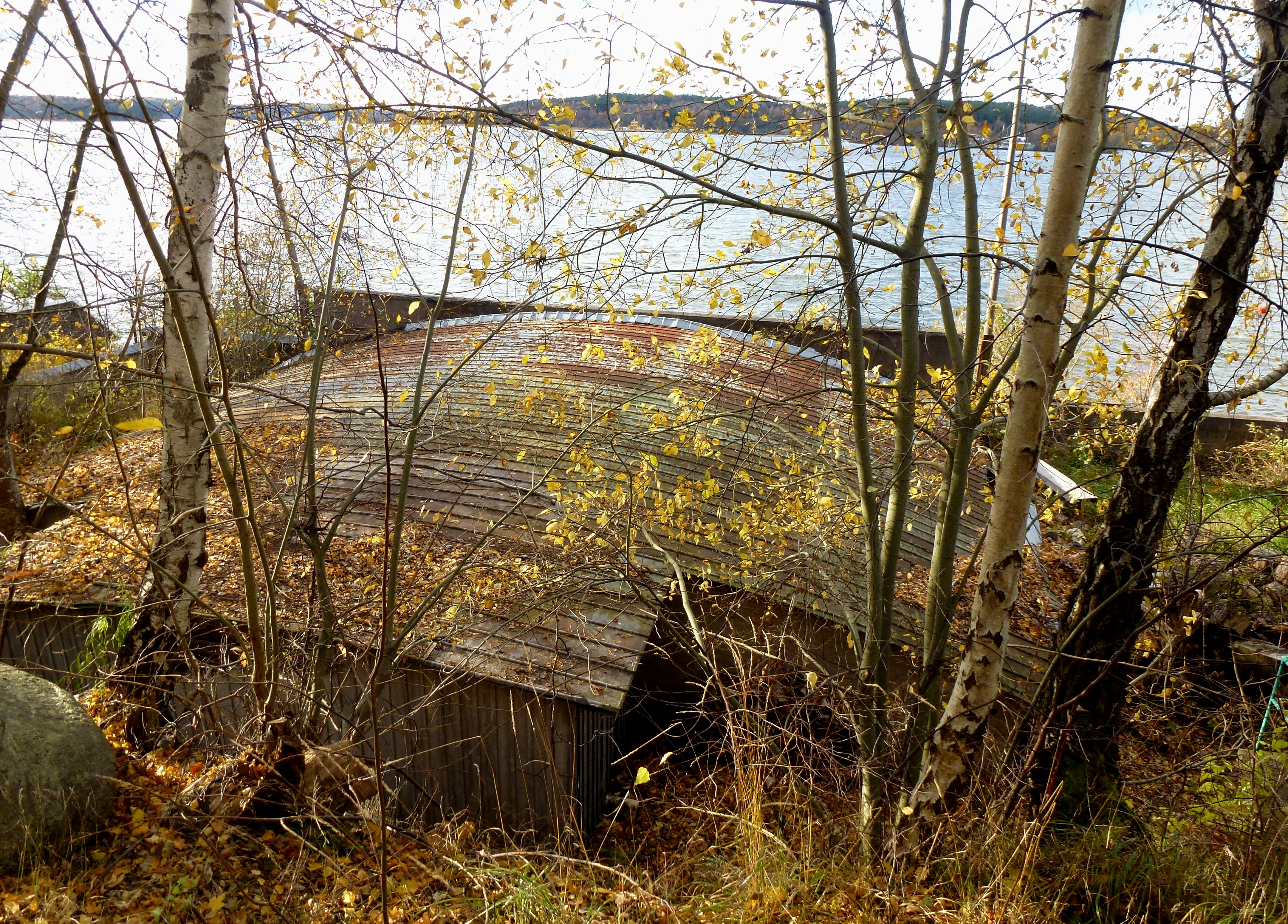
Hangarens tak
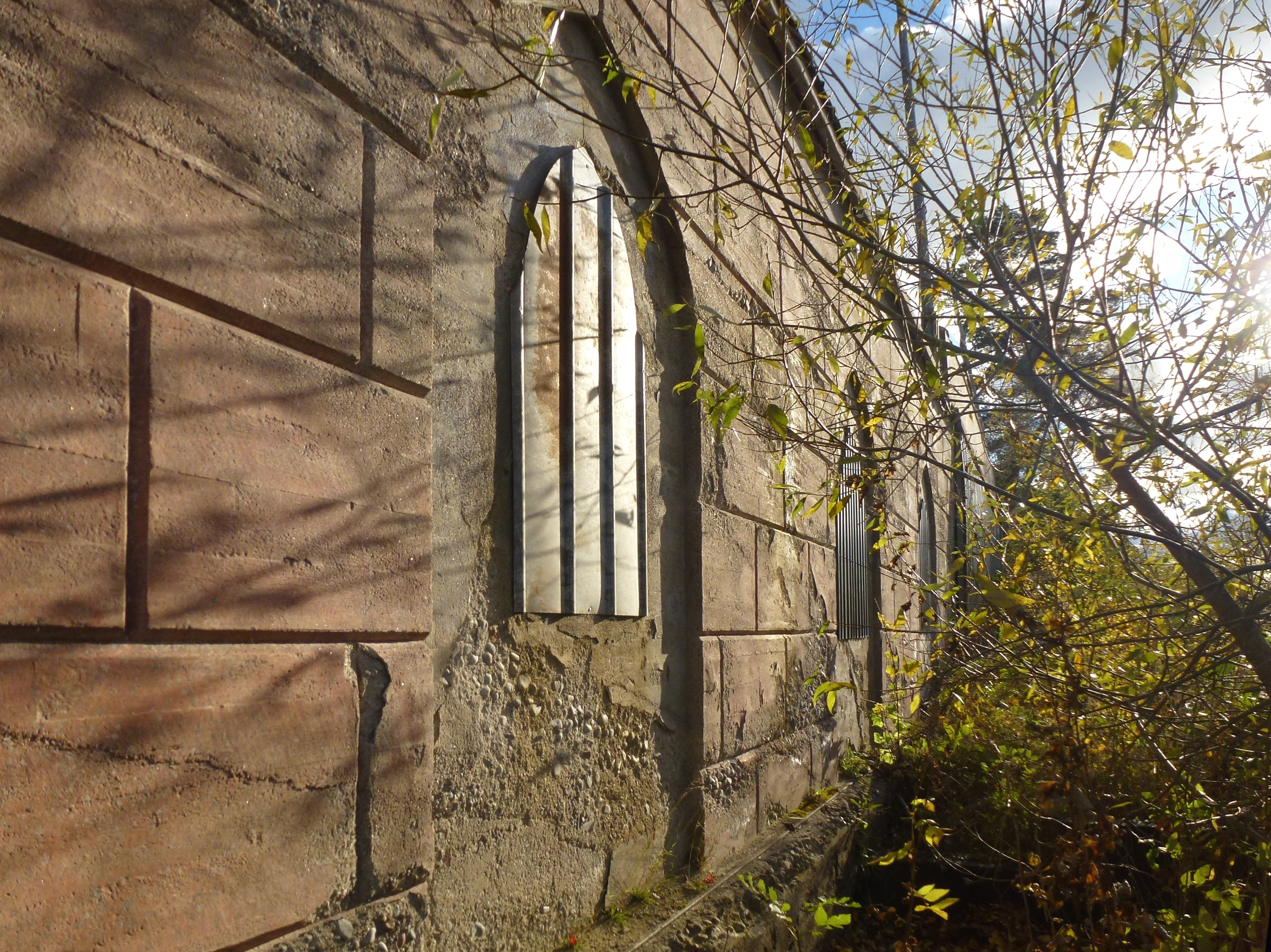
Hangarens fasad mot Mälaren
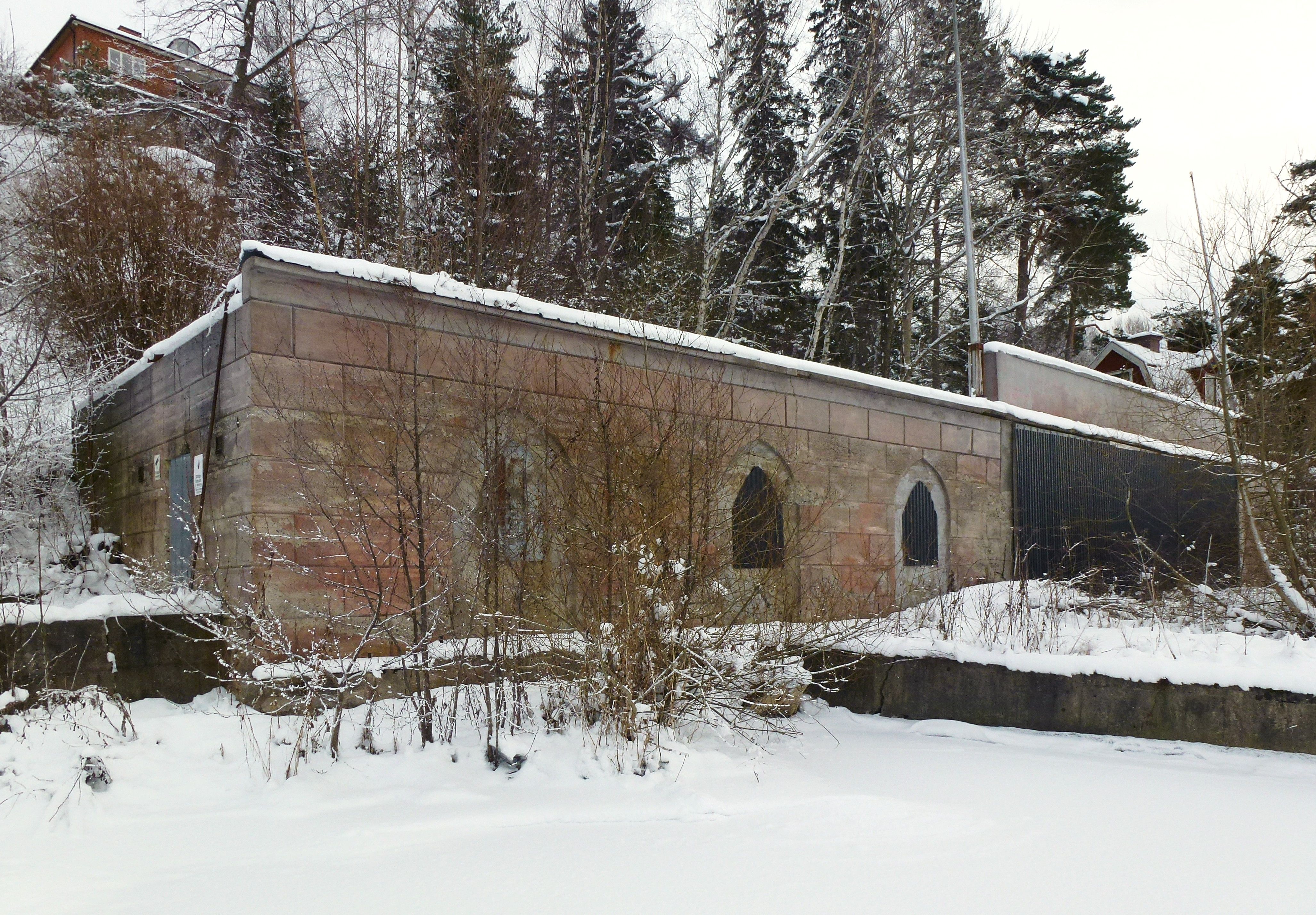
Hangarens fasad mot Mälaren